# Андрій Рубльов

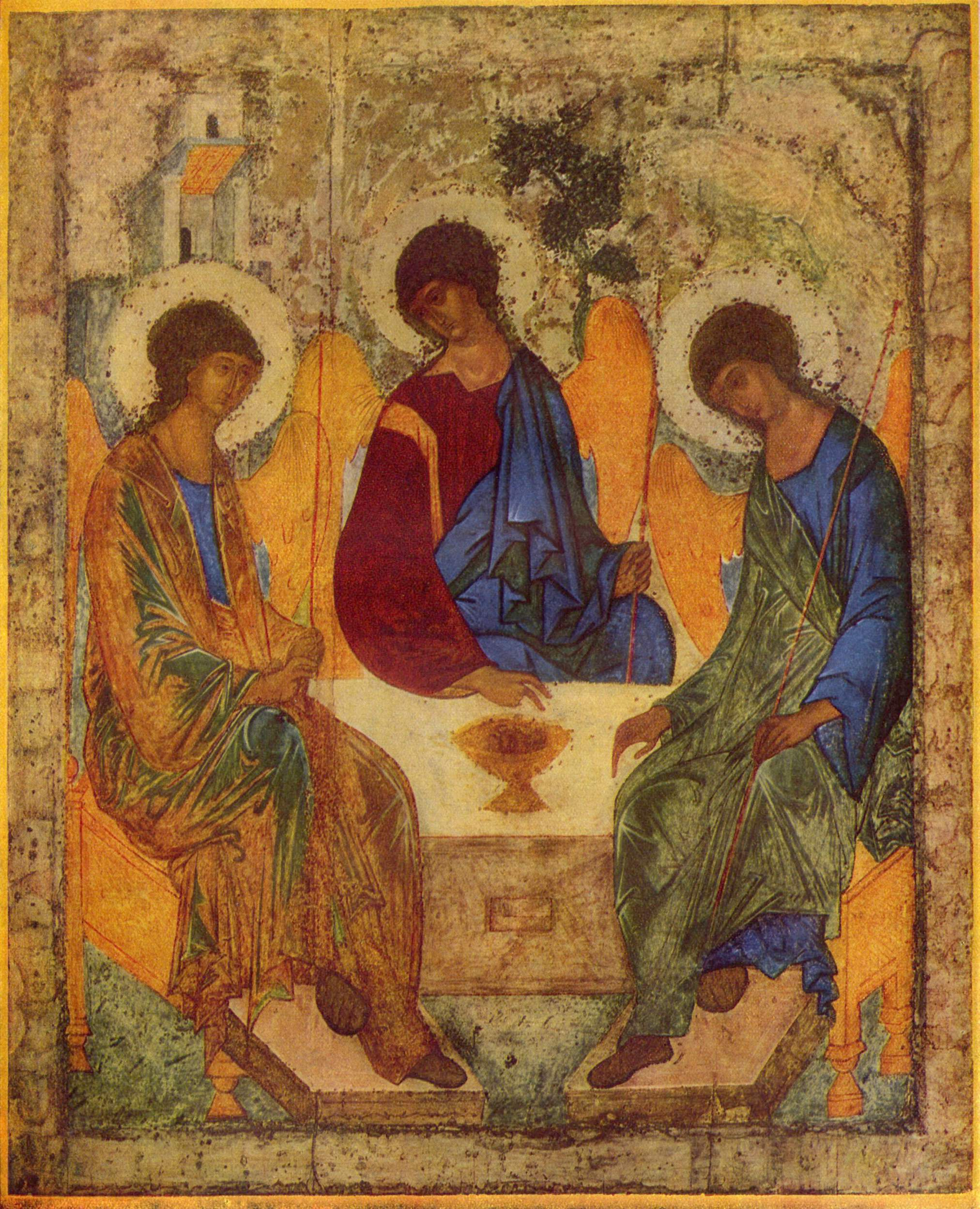
«Трійця» Рубльова

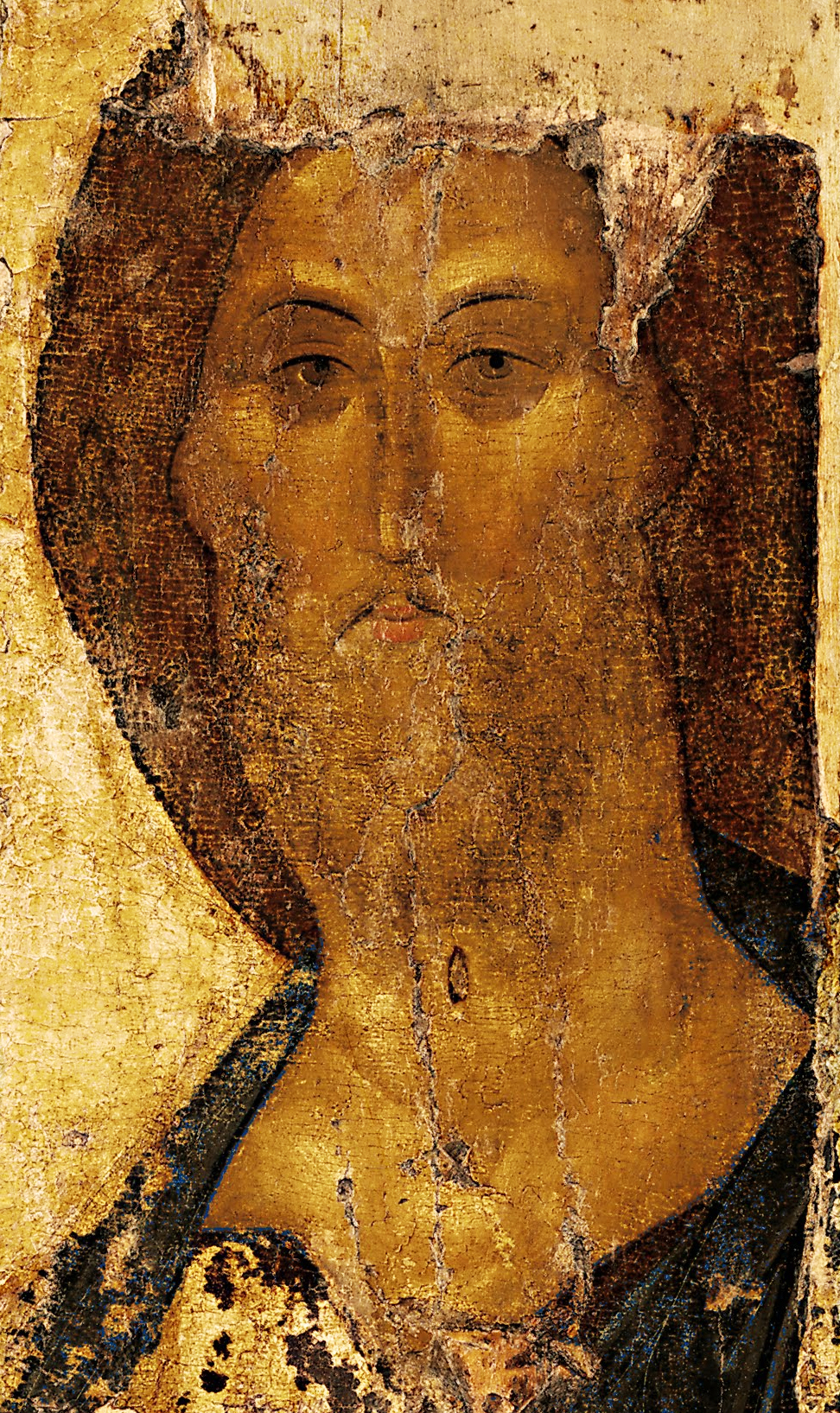
«Звенигородський Спас»

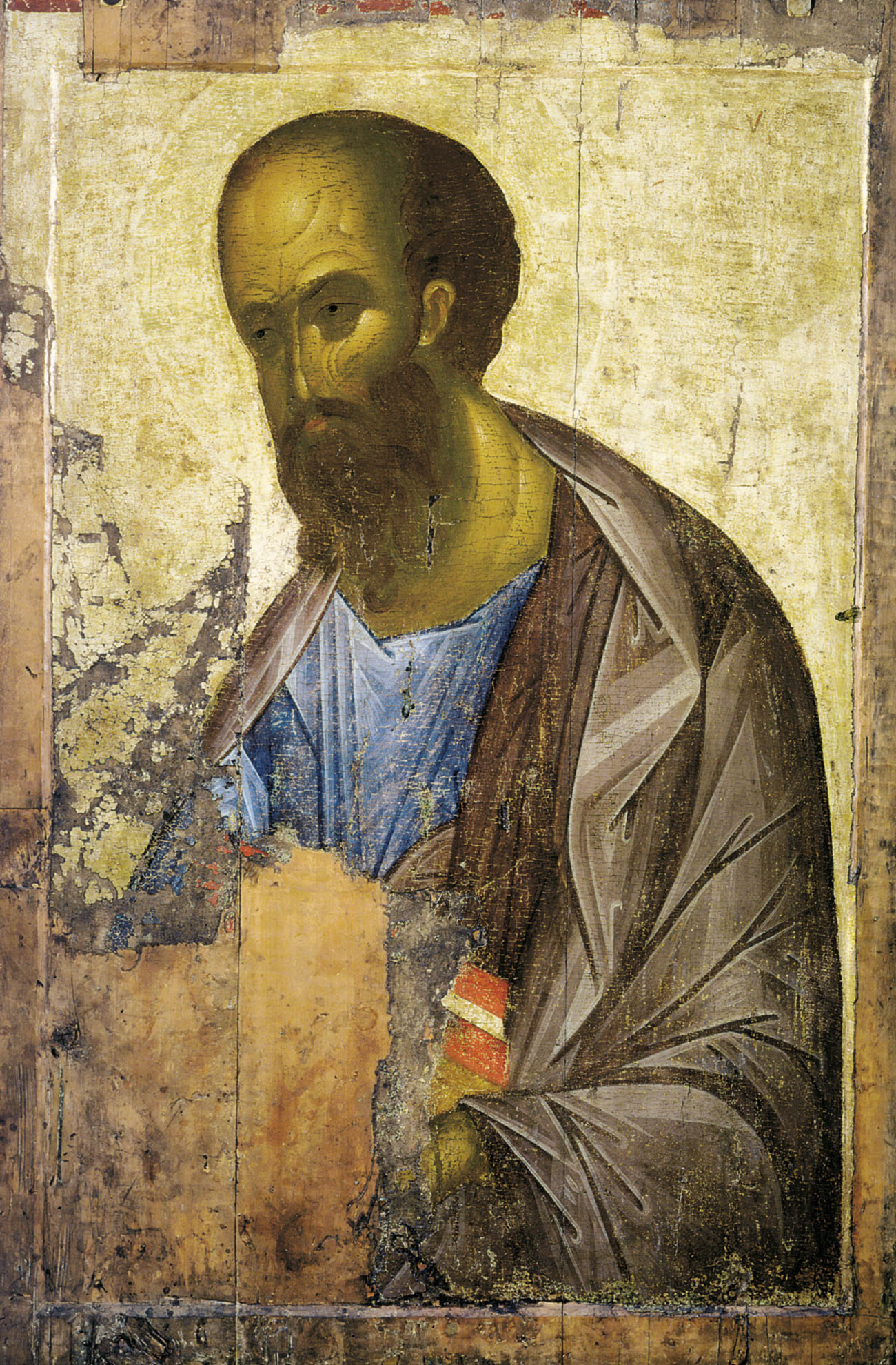
«Апостол Павло»

Андрі́й Рубльо́в (рос. Андрей Рублёв; 1360?, Московське князівство/Великий Новгород — 17 жовтня 1428, Москва, Московське князівство) — середньовічний московський художник-іконописець, чернець. Мистецтво Рубльова, який мав величезну кількість учнів, вважається найвищим досягненням московського живопису XV століття. Деякі дослідники вважають, що це — маляр Андрій Русин, автор поліхромії каплиці Святої Трійці на Люблінському замку.

## Біографія
Маловідомі факти з життя Андрія Рубльова, які зустрічаються переважно в літописах та літературних працях сучасних художників, свідчать, що він народився десь в 1360 або 1370 році. Можливо, походив з Волині. Ще юнаком став ченцем Троїце-Сергієвого монастиря (пізніше лаври), де вивчав філософські праці прогресивних мислителів того часу — засновника монастиря Сергія Радонезького та його учнів. Пізніше проживав у Спасо-Андроніковському монастирі, заснованому Андроніком, послідовником Сергія Радонезького в передмісті Москви (нині музей Андрія Рубльова).

### Етапи дослідження
За переказами, Андрій Рубльов був спокійним і покірним ченцем. Його життя проходило в молитвах, роздумах і мистецтві зображення святих образів. Єдина точна дата з його біографії — це дата смерті. Вона була вирізьблена на надгробній плиті й вчасно скопійована в XX столітті. Честь віднайдення поховання належить відомому російському архітектору-реставратору Петрові Барановському.
Попри те, що за життя Рубльов користувався неабиякою повагою, після смерті, з роками, його авторитет поступово почав слабнути. До XX століття ніхто не знав напевно, які саме роботи належать пензлю ченця-художника.

### Співпраця з Феофаном Греком
Найвірогідніше, що свої перші кроки у малярському мистецтві Андрій Рубльов здобував під опікою відомого константинопольського живописця Феофана Грека та його учнів. Вже в 1405 році разом із Феофаном Греком та старцем Прохором розписав Благовіщенський собор Московського Кремля. На жаль до нашого часу збереглись лише два яруси іконостасу. Дослідники запевняють, що Рубльову належать сім ікон святкового ряду: «Благовіщення», «Хрещення», «Різдво Христове», «Стрітення», «Преображення», «Воскресіння Лазаря» та «Вхід до Єрусалиму». Ці роботи свідчать про неабиякий талант майстра та слідування візантійським традиціям. Від робіт інших майстрів ці ікони відрізняються м'якістю, гармонійністю й таємничою одухотвореністю.

### Успенський собор міста Володимир
Друга згадка в літописі про мистецтво Андрія Рубльова датується 1408 роком. В цей час він працює разом зі своїм товаришем Данилом Чорним над фресками Успенського собору в місті Владимирі. Аналіз стилю фресок допоміг вченим визначити коло творів, виконаних безпосередньо Рубльовим. Особливістю його робіт в цьому соборі є повний відхід від візантійської традиції та створення нового московітського стилю розпису. Найзначущою із фресок Рубльова в Успенському соборі є композиція «Страшний суд», де традиційно грізна сцена перетворилася у світле свято торжества справедливості. За майстерністю виконання найвиразнішими є образи Христа, Івана Предтечі та апостола Павла.
Приблизно в той час Рубльов створює ще одну визначну ікону — копію з уславленого візантійського образу «Володимирської Богоматері». В тонкому образі Діви Марії зображена краса материнської любові та смуток в передчутті трагічної долі Сина. Роботи Андрія Рубльова у Володимирі свідчать, що на той момент він був вже досконалим майстром, який очолював створену ним школу живопису.

### «Звенигородський чин»
1410 рік у творчості Рубльова знаменується створенням трьох ікон так званого «Звенигородського чину» (названого так умовно, по місцю, де вони були знайдені): «Спас», «Архангел Михаїл» та «Апостол Павло». Найвизначніша з них ікона «Звенигородський Спас». Своєрідне обличчя Христа зосереджене, його погляд прямий, задумливо-пронизливий. В зображених рисах вгадується новий етап рубльовського розпису, виказуючи початок золотого віку — розквіту іконопису в Росії. Дослідники вказують на стилістичну схожість Спаса з найуславленішим творінням Рубльова — «Трійцею».[джерело?]
Сьогодні деякі спеціалісти (співробітники Третьяковської галереї та російського Державного науково-дослідного інституту реставрації) не впевнені, що ікони Звенигородського чину писав Андрій Рубльов.
Вважають, що Андрій Рубльов розписував Різдвяний собор у Савино-Сторожевському монастирі під Звенигородом. Незначні фрагменти розпису, що збереглися, і справді наближені до стилю Рубльова.

### «Трійці»
1411 року Рубльов створив ікону «Трійця Старозавітна (Вітхозавітна)» — на спомин святого Сергія Радонежського, засновника Троїцького монастиря. Вона призначалася для дерев'яного Троїцького собору монастиря. Тема ікони була взята зі Старого Заповіту — це візит трьох янголів до садиби Авраама і Сарри. У Новому Заповіті образ трьох янголів почав сприйматися як єдність трьох іпостасей Бога — Батька, Сина та Духа.
Повідомлення про створення Рубльовим ікони «Трійця Старозавітна (Вітхозавітна)» стало причиною того, що йому почали приписувати авторство й іншого образу «Трійці» — найвідомішої наразі російської ікони XV сторіччя. Щоправда, це ікона стилістично відрізняється від інших робіт Рубльова і швидше за все належить невідомому автору новогородського походження.

### Твори для Троїцького собору
У середині 1420-х Рубльов разом з Данилом Чорним керував розписом Троїцького собору Троїце-Сергієва монастиря. На жаль фрески були втрачені, а в рубльовських іконах того часу зберігся смуток — відчувається вік художника. Найвідоміші з його робіт: «Хрещення», «Архангел Михаїл» та «Апостол Павло». Ці ікони відрізняються глибиною змісту, монументальністю образів, красою силуетів, гармонічною кольоровою гаммою, що нагадує його неперевершену «Трійцю».

### Останні роки життя
Останні роки життя провів в Андроніковському монастирі, де займався розписом храму Спаса. З літописних джерел ми дізнаємось, що він також брав безпосередню участь в будівництві цього храму. На жаль останні роботи майстра не збереглися.
Помер 17 жовтня 1428 року в Москві, в Андроніковському монастирі.

## Пам'ять про Рубльова
- 1947 року (у рік 800-річчя Москви) ініціативна група на чолі з академіком І. Е. Грабарем звернулася до уряду з проханням про створення на території монастиря Музею давньоруського живопису. 10 грудня 1947 року Голова Ради Міністрів СРСР Сталін підписав постанову № 3974 про створення в Андроніковом монастирі історико-архітектурного заповідника імені московітського художника Андрія Рубльова,[10] з 1985 року — Центральний музей давньоруської культури та мистецтва імені Андрія Рубльова.
- 1960 року був оголошений ЮНЕСКО роком російського іконописця Андрія Рубльова у зв'язку з 600-річчям з дня його народження[11], відкриття Музею Андрія Рубльова в Андроніковому монастирі
- У 1966 році в радянських кінотеатрах з'явилася стрічка «Андрій Рубльов» режисера Андрія Тарковського. Перед прем'єрою цензура сильно перекроїла чорно-білу стрічку й скоротила її на 20 хвилин. Також було змінено і назву з «Страсті за Андрієм» на «Андрій Рубльов».
- На його честь названо астероїд 2457 Рубльов[12].

## Зауваги
1. ↑  про цього майстра також дивіться → Утевська П., Гарбачов Д. Андрій Русин // Всесвіт. — 1986. — № 7.